# کیانگ ۳۷۵۱
سیارک ۳۷۵۱ (به انگلیسی: 3751 Kiang، نامگذاری:1983NK) سه هزار و هفتصد و پنجاه و یکمین سیارک کشف شده‌است که در ۱۰ ژوئیه ۱۹۸۳ کشف شد.
قدر مطلق سیارک برابر ۱۱٫۷۰ است.